# Helmut Perlet
Helmut Perlet (* 9. April 1947 in Planegg) ist ein deutscher Manager. Von Mai 2012 bis 2017 war er Aufsichtsratsvorsitzender der Allianz SE und seit 2016 ist er Aufsichtsratsvorsitzender der GEA Group.
Perlet studierte Betriebswirtschaftslehre an der Ludwig-Maximilians-Universität in München und promovierte an der Universität Hamburg.
1971 nahm er eine Beschäftigung am Finanzamt in München auf. 1973 wechselte er zur Allianz Versicherungs-AG. Ab 1981 baute er die Auslandssteuerabteilung auf und wurde deren Leiter. 1990 wurde er Abteilungsleiter der Abteilung Corporate Finance, 1992 Leiter der Abteilung Rechnungswesen, Planung und Controlling. Ab 1997 war er stellvertretendes, ab 2000 bis 2009 Vollmitglied des Vorstandes der Allianz AG. Er soll durch seine Reform des Berichtswesens und des Controlling den Konzern wieder profitabel gemacht haben. Perlet ist Mitglied des Aufsichtsrates der Commerzbank.
Perlet gilt als einer der „Väter“ des EU-Projekts Solvency II zur Reform des Versicherungsaufsichtsrechts in Europa, das die EU-Kommission 2013 einführen wollte.
Er ist Honorarprofessor am Dr. Wolfgang Schieren-Lehrstuhl für Versicherungs- und Risikomanagement der Wirtschaftswissenschaftlichen Fakultät der Humboldt-Universität zu Berlin. Der Lehrstuhl wird von der Allianz SE und dem Stifterverband für die Deutsche Wissenschaft gefördert.
Perlet wohnt in der oberbayerischen Gemeinde Pähl.

## Veröffentlichungen
- Rückstellungen für noch nicht abgewickelte Versicherungsfälle in Handels- und Steuerbilanz, Band 2 der Veröffentlichungen des Seminars für Versicherungswissenschaft der Universität Hamburg und des Vereins zur Förderung der Versicherungswissenschaft in Hamburg e.V., Verlag Versicherungswirtschaft, Hamburg 1986
- Mit Michael Maßbaum, Dirk Meyer-Scharenberg: Die deutsche Unternehmensbesteuerung im europäischen Binnenmarkt, Luchterhand Verlag, Neuwied 1994; 2. Aufl. 2003, ISBN 3-472-03789-X
- Mit Martina Baumgärtel: Die Hinzurechnungsbesteuerung bei Auslandsbeteiligungen – Mit den neuen Grundsätzen der Finanzverwaltung zur Anwendung des Außensteuergesetzes, Luchterhand Verlag, Köln 1996, ISBN 3-472-02323-6
- Mit Helmut Gründl: Solvency II & Risikomanagement: Umbruch in der Versicherungswirtschaft, Gabler, Wiesbaden 2005, ISBN 3-409-03442-0